# ميغ وايت كلايتون
ميغ وايت كلايتون (بالإنجليزية: Meg Waite Clayton)‏ (1959، واشنطن العاصمة في الولايات المتحدة)؛ روائية أمريكية. درست في جامعة ميشيغان.